# Mindent vissza
A Mindent vissza a Titkolt Ellenállás nevű zenekar 1994-ben megjelent rock-kiadványa. Kétoldalas kazettán jelent meg, a megszólaló előadók Mondrucz János énekes, Kis János gitáros, Köpe Szilárd basszusgitáros és Kima Norbert dobos voltak.

## Számok listája

### A oldal
1. Intro
2. Mindent vissza
3. Fegyver
4. Utolsó csata
5. Elferdült ország

### B oldal
1. Te mindenki fölött állsz
2. Feltámadás
3. Ősi föld
4. Mozi
5. Érzelem
6. Rock 'n roll